# 宮島松大汽船
宮島松大汽船株式会社（みやじままつだいきせん）は、広島電鉄グループの海運会社。フェリーおよび旅客船を運航している。本社は広島県廿日市市宮島町。
この項目では、松大汽船が運航する宮島航路及び、広島電鉄の前身の広島瓦斯電軌が直営していた「新宮島航路」についても併せて説明する。

## 概要
広島県廿日市市の宮島口桟橋と、同市厳島の宮島桟橋との間を運航する航路を運営する（並行路線としてJR西日本宮島フェリーの宮島連絡船がある）。
現在の会社の創業は、地元実業家・松本大次郎により「合資会社松大航運社」として設立された1939年（昭和14年）12月。「宮島松大観光船有限会社」に会社組織を変更した1957年（昭和32年）4月を松大汽船の設立としている。社名のうち「松大」は創設者・松本大次郎の姓名の略であるが、経営母体が変わった現代まで社名の一部として引き継がれている。
1958年（昭和33年）3月16日に広島電鉄の出資を受けて広電グループの会社になった。翌月4月より広電が貸切による市内線・宮島線の直通運転を開始。翌年の1959年（昭和34年）4月には、広電グループの広島観光開発が運行する「宮島ロープウェー」が開業した。
2004年（平成16年）7月に株式会社組織に改組と同時に現在の社名「宮島松大汽船株式会社」に変更された。
また、この航路は宮島連絡船と共に広島県道43号厳島公園線の一部を形成している。

## 新宮島連絡船
広島電鉄は宮島松大汽船ができる以前に、前身の広島瓦斯電軌時代に宮島航路を運営していた。
1925年（大正14年）7月15日から、新宮島桟橋（現在の西広島バイパス高架合流、地御前小学校、阿品東駅付近）から宮島桟橋行の航路新宮島連絡船を運航していた。開業にあたり、三菱造船所（現在の三菱重工業）で、第1宮島丸・第2宮島丸・第3宮島丸の3隻の汽船を建造した。新宮島桟橋の近くには、火立岩があった。船賃は15銭で、40分間隔で運航していた。汽船が開業した当日に現在の広島電鉄宮島線は地御前駅まで開業。己斐駅（現在の広電西広島（己斐）駅）から地御前駅間が27銭、地御前駅から新宮島桟橋までの連絡自動車代が9銭だった。翌年の1926年（大正15年）7月には新宮島駅まで宮島線は延伸された。1931年（昭和6年）2月1日に、宮島線は電車宮島駅（現在の広電宮島口駅）まで全通したが、同日に宮島航路は廃止になった。
新宮島桟橋は、路線廃止後もしばらくは火立岩と一緒にそのままの状態で残され、地域の住民の遊び場になっていた。1973年（昭和48年）の西広島バイパス建設に伴い、共に姿を消している。

## 沿革
- 広島瓦斯電軌時代
  - 1925年（大正14年）7月15日 - 広島瓦斯電軌による宮島行航路開始。当時は宮島線終点の地御前発着で、3隻の汽船を使用して運航開始[2]。
  - 1931年（昭和6年）2月1日 - 広島瓦斯電軌による宮島行航路廃止
- 宮島松大汽船時代
  - 1939年（昭和14年）12月 - 合資会社松大航運社設立
  - 1957年（昭和32年）4月 - 宮島松大観光船有限会社設立
  - 1958年（昭和33年）3月6日 - 広島電鉄の出資を受けて広電グループになる
  - 2004年（平成16年）6月 - 組織変更で宮島松大汽船株式会社になる[3]

## 運航形態
旅客便は、定期便に関しては宮島口桟橋-宮島桟橋間の航路を持ち、宮島口桟橋発は7時15分から20時30分まで、宮島桟橋発は7時から20時15分まで運航している。10分から15分間隔で運航し、休祝日などの多客時には臨時便を運航している。
旅客便とは別に、カーフェリー便が別桟橋から並行運航され、主に「伊都岐」が就航する。カーフェリー運航終了後の夜間は、普通車までの車両に限り、旅客便での航送が可能となる。ただし多客時等には、昼間でも旅客便による普通車の航送がごく当たり前に行われている。
詳細は時刻表・料金案内を参照。
不定期便に関しても、厳島一周や、包ヶ浦・広島港・江田島・呉港などを発着する、フェリー8区間・高速船8区間を設定している。
詳細は観光プラン｜宮島松大汽船を参照。

## 運賃・対応乗車カード
運賃は大人料金が片道200円、子供料金が片道100円で、競合するJRの宮島連絡船と同額となっている（JR宮島連絡船のきっぷで松大汽船には乗船できない。逆も同様）。また2023年10月1日より、宮島訪問税100円が宮島口発の運賃に上乗せされることになった。往復きっぷも発行しており、基本的に片道の2倍だが、8人以上の往復の場合には団体料金が割引が適用される。また、学生団体割引や障がい者割引も設定されている。
その他、宮島航路と広島電鉄の路面電車（鉄道線を含む）全線乗り放題の一日乗車乗船券「1day Trip card」が発売されている。
また以前は、宮島航路と広島電鉄の電車に加え、広島観光開発が運行する「宮島ロープウェー」にも乗ることができる宮島フリーパス「2days Trip card」も販売されていたが、2013年3月31日に販売終了している。
1990年代にバスカードに対応。2011年3月末まで利用できた。2009年10月17日にICカード方式の乗車カードであるPASPYが対応（同日に宮島連絡船も対応、2025年3月29日にPASPY自体のサービスが終了）。2018年3月17日からは、Suica、PASMOなどの共通利用できる10種も利用できる。

## 航路・桟橋
本土側の宮島口桟橋と厳島（宮島）の宮島桟橋とを結ぶ宮島航路のみを運航する。以前は宮島口桟橋は大野町、宮島桟橋は宮島町にあったが、2005年の市町村合併で、両方とも廿日市市になった。
| 桟橋       | 備考                                                                |
| 宮島桟橋   | JR西日本宮島フェリー 宮島連絡船宮島桟橋と同一施設                   |
| 宮島口桟橋 | 広島電鉄 宮島線広電宮島口駅に隣接 JR西日本 山陽本線宮島口駅にも連絡 |

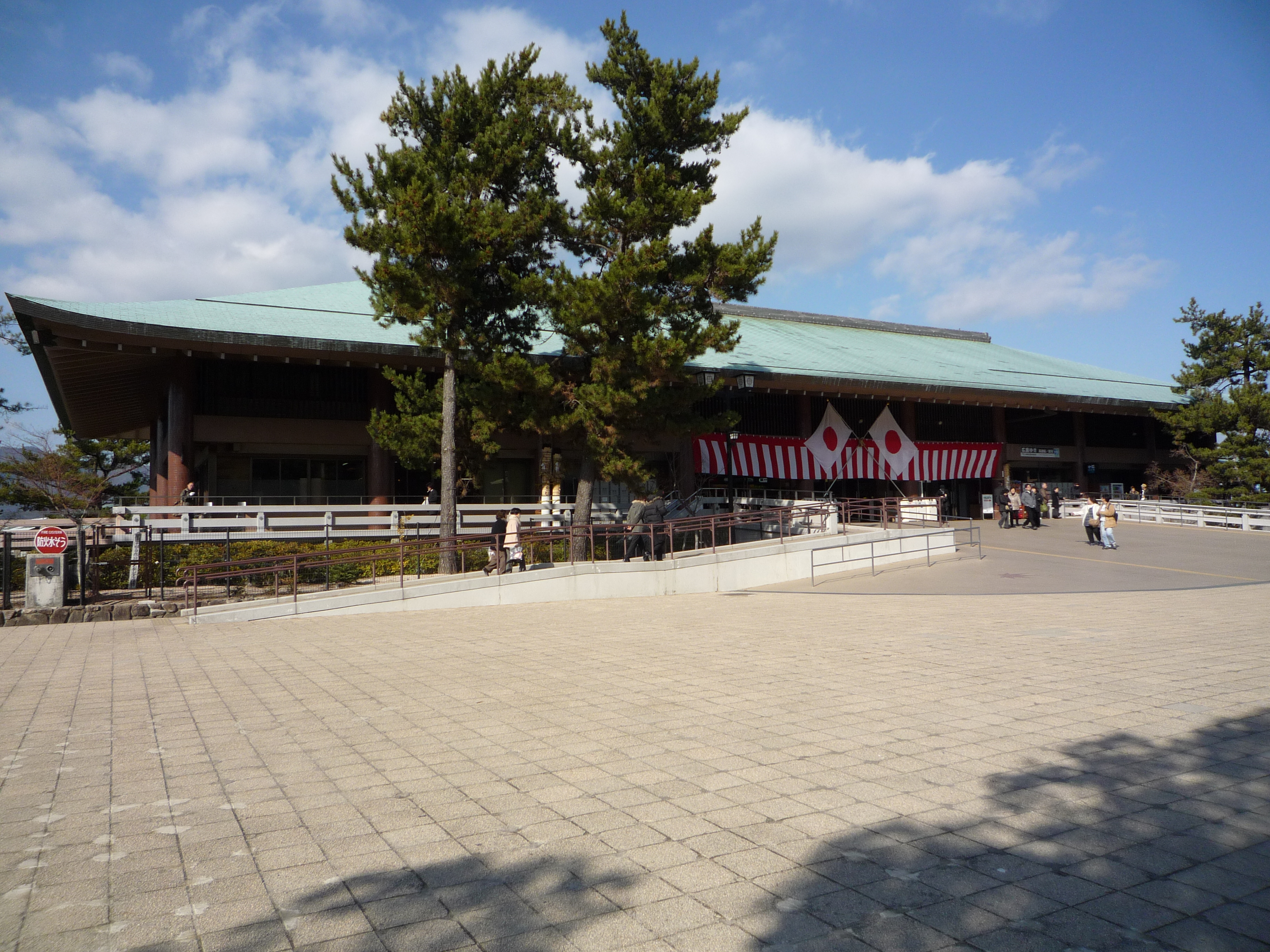
宮島桟橋
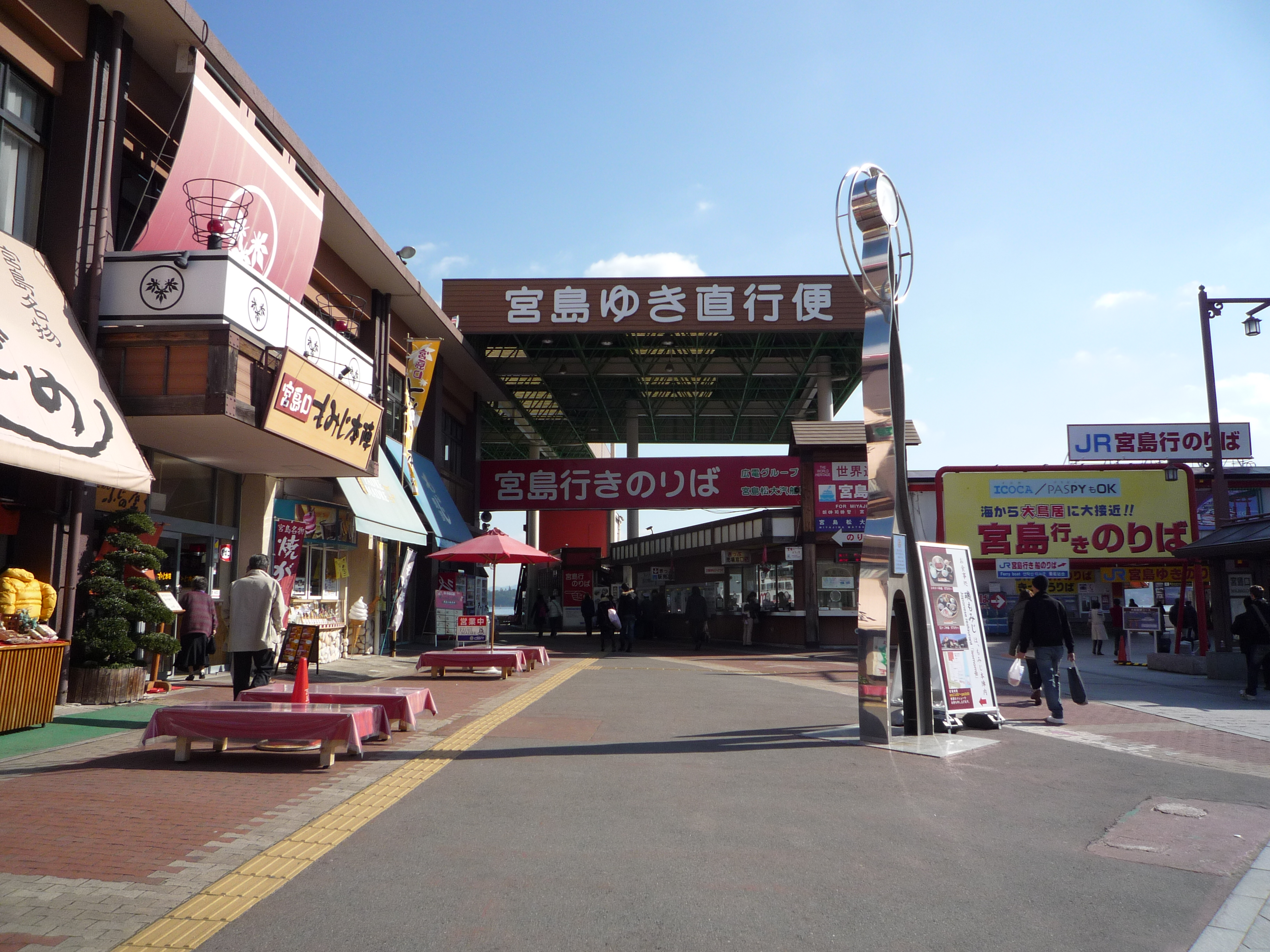
宮島口桟橋
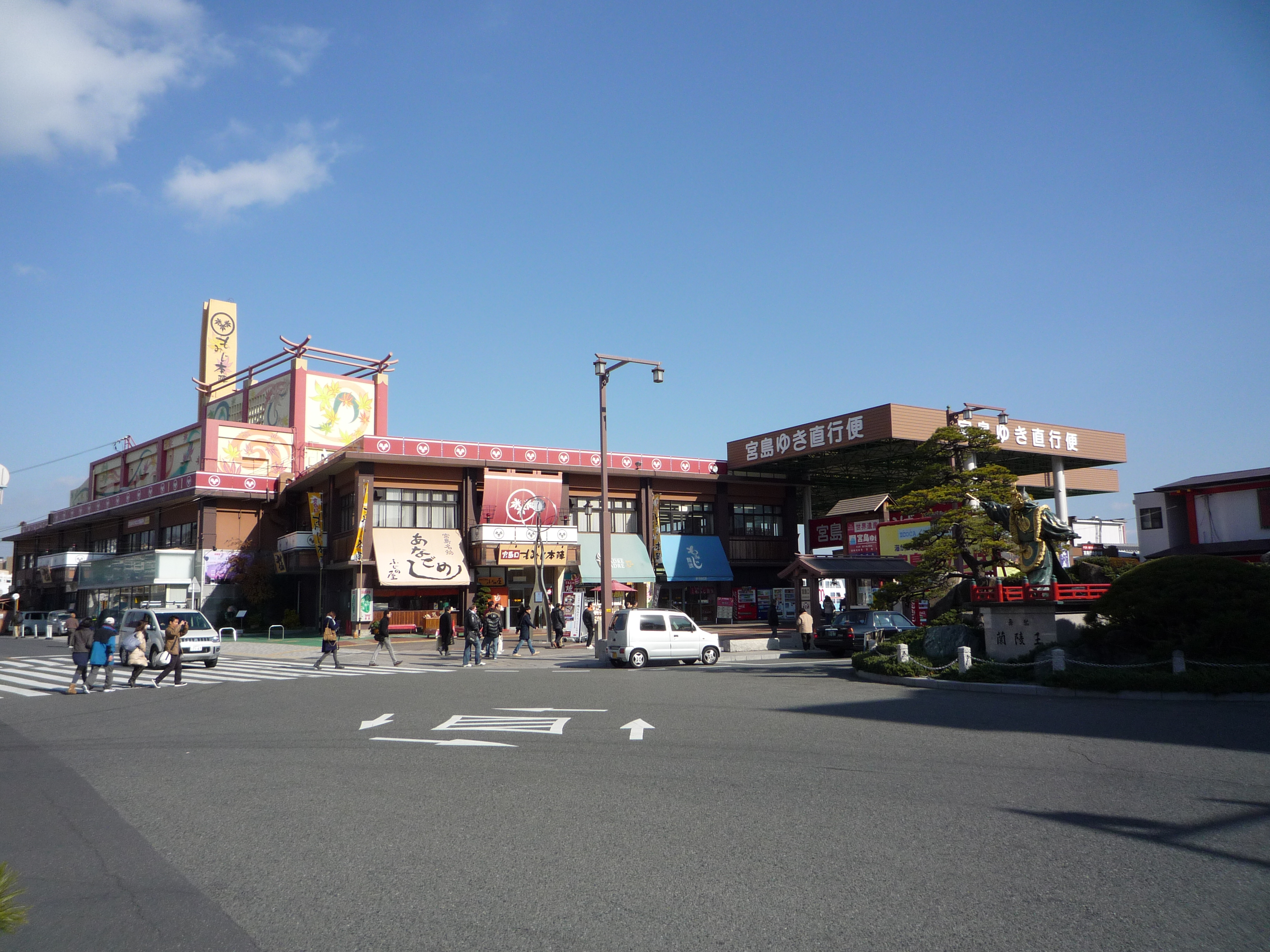
桟橋に隣接する「宮島口もみじ本陣」（広電宮島ガーデン運営）
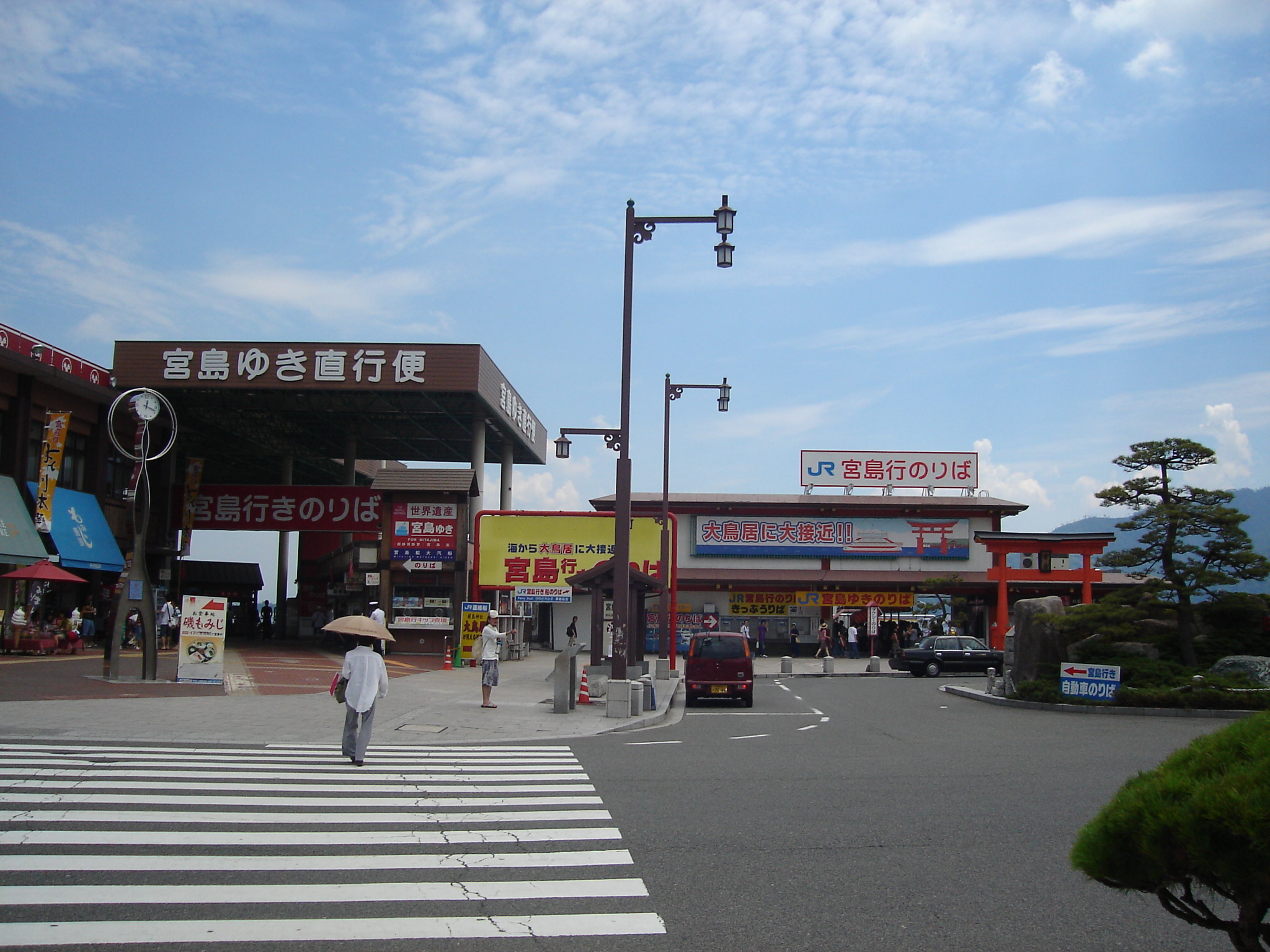
宮島口桟橋（広電・JR）

## 使用船舶

### 現在就航している船舶
フェリー4隻が就航している。フェリーはすべて両頭船になっている。
いずれも、神原造船（尾道市）で建造されたものである。
| 船名      | 用途               | 総トン数 | 全長 | 出力      | 定員                                  | 積載車両数                  | 航海速力  | 就航日         | 備考        |
| 伊都岐    | 旅客船（フェリー） | 199 t    | 43 m | 736 kW ×2 | 300名（車両積載時） 500名（臨時定員） | 乗用車15台 または 大型車6台 | 8.0ノット | 2021年10月20日 | [ 5 ]       |
| 安芸      | 旅客船（フェリー） | 299 t    | 42 m | 776 kW    | 800名（車両積載なし）                 | 乗用車10台                  | 8.0ノット | 2017年7月25日  | [ 6 ] [ 5 ] |
| 宮島(2代) | 旅客船（フェリー） | 197.00 t | 37 m | 736 kW    | 800名（車両積載なし）                 | 乗用車10台                  | 8.0ノット | 1995年4月      | [ 5 ]       |
| 厳島(2代) | 旅客船（フェリー） | 197.00 t | 37 m | 736 kW    | 800名（車両積載なし）                 | 乗用車10台                  | 8.0ノット | 1992年2月      | [ 5 ]       |

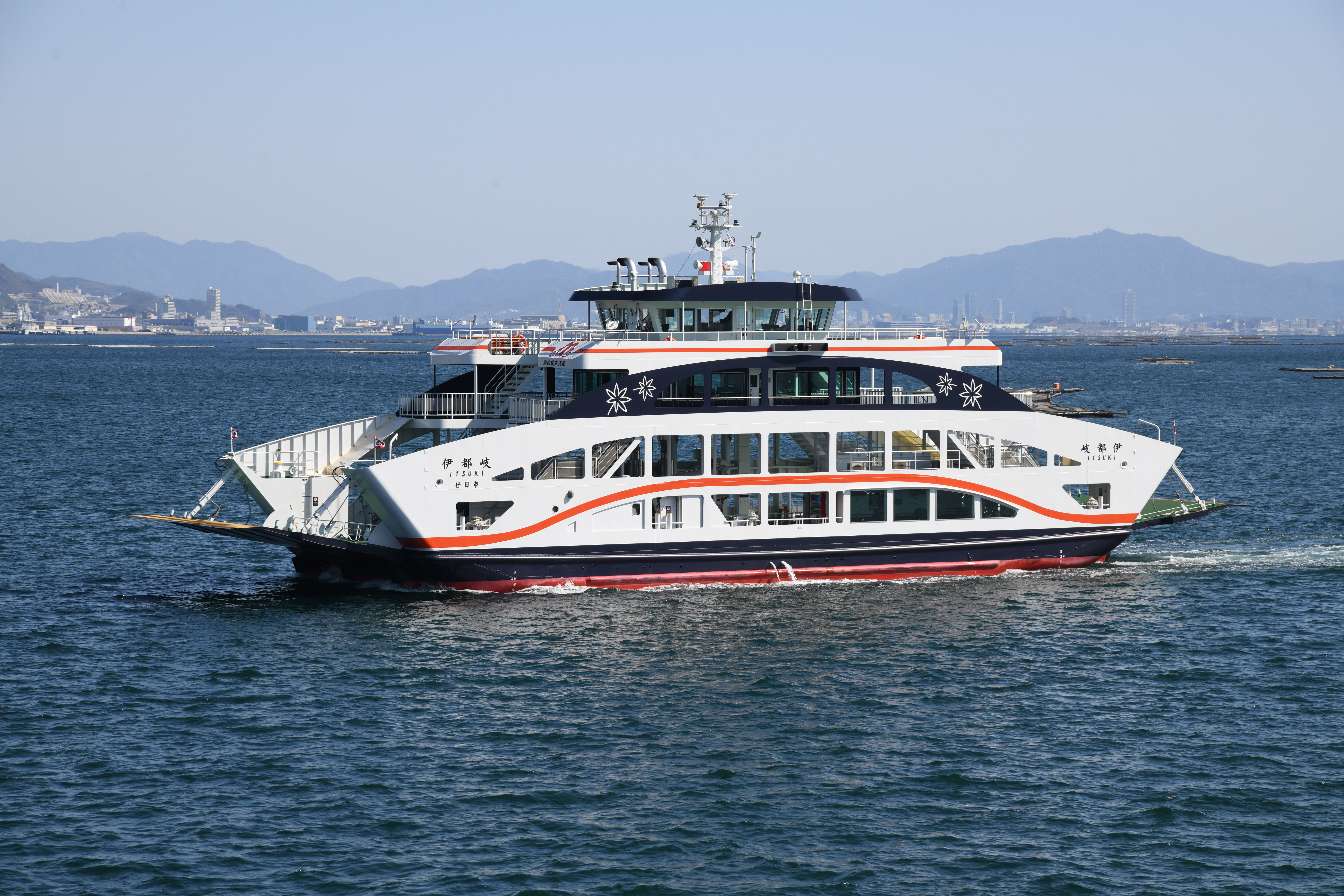
伊都岐
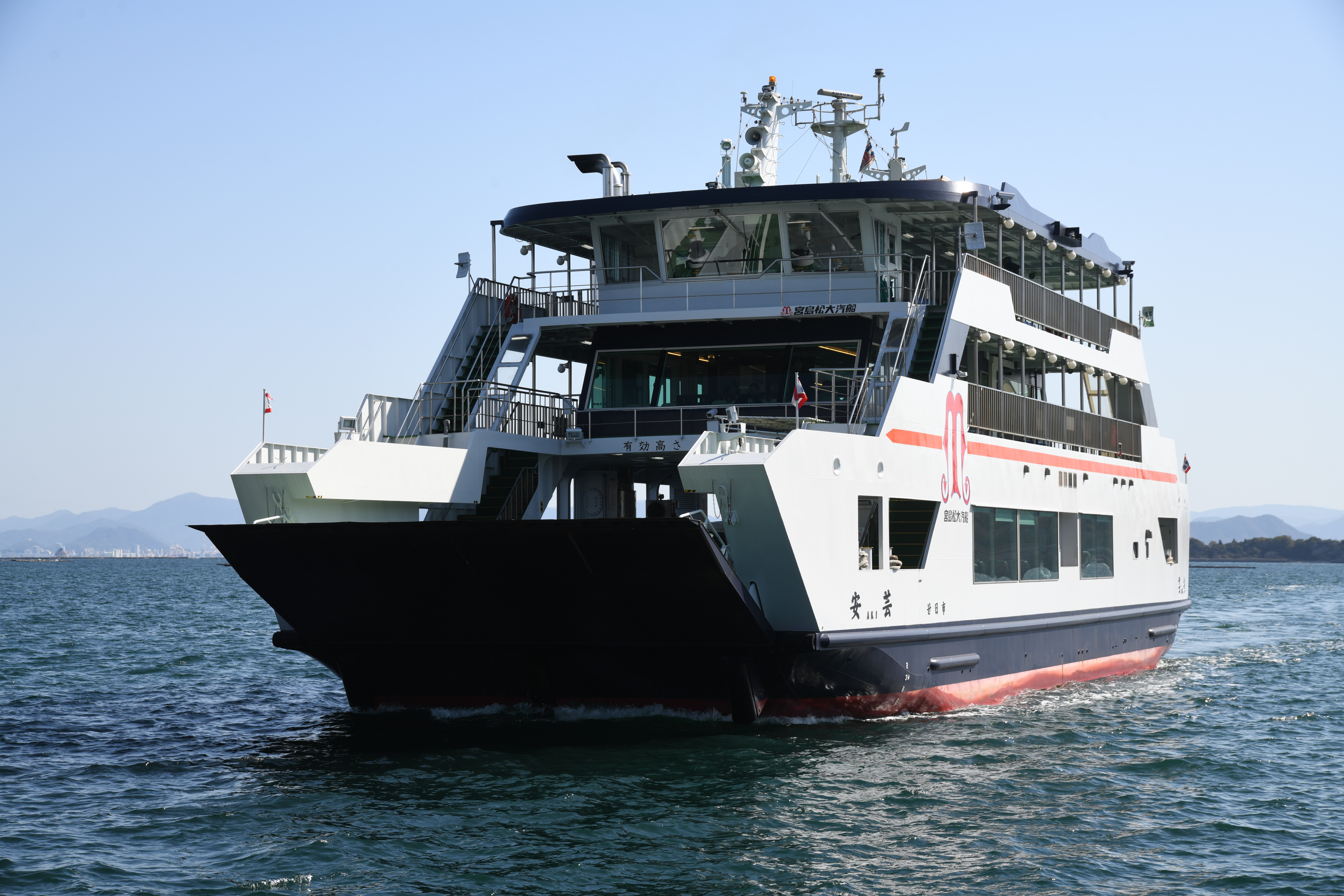
安芸
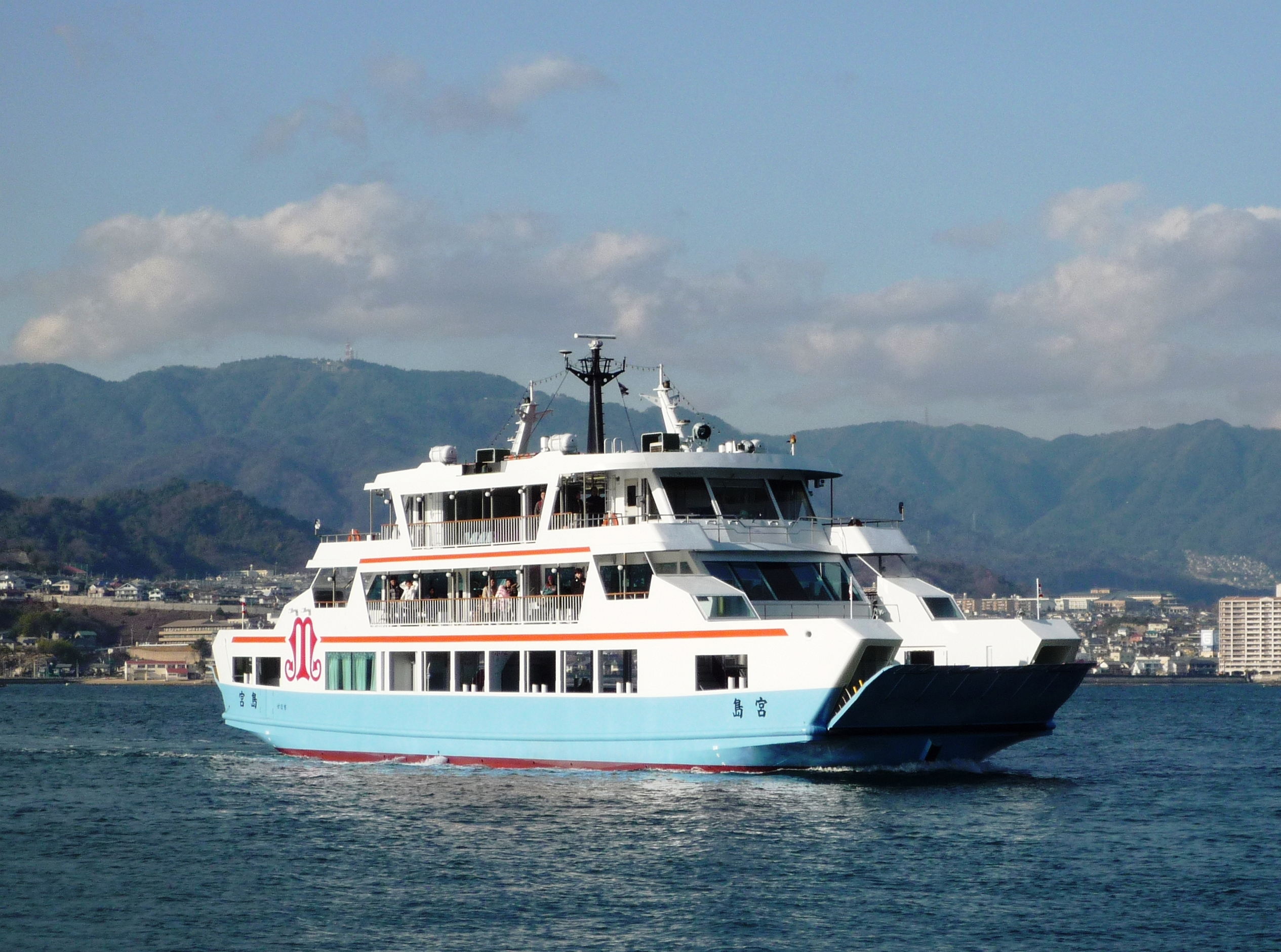
宮島
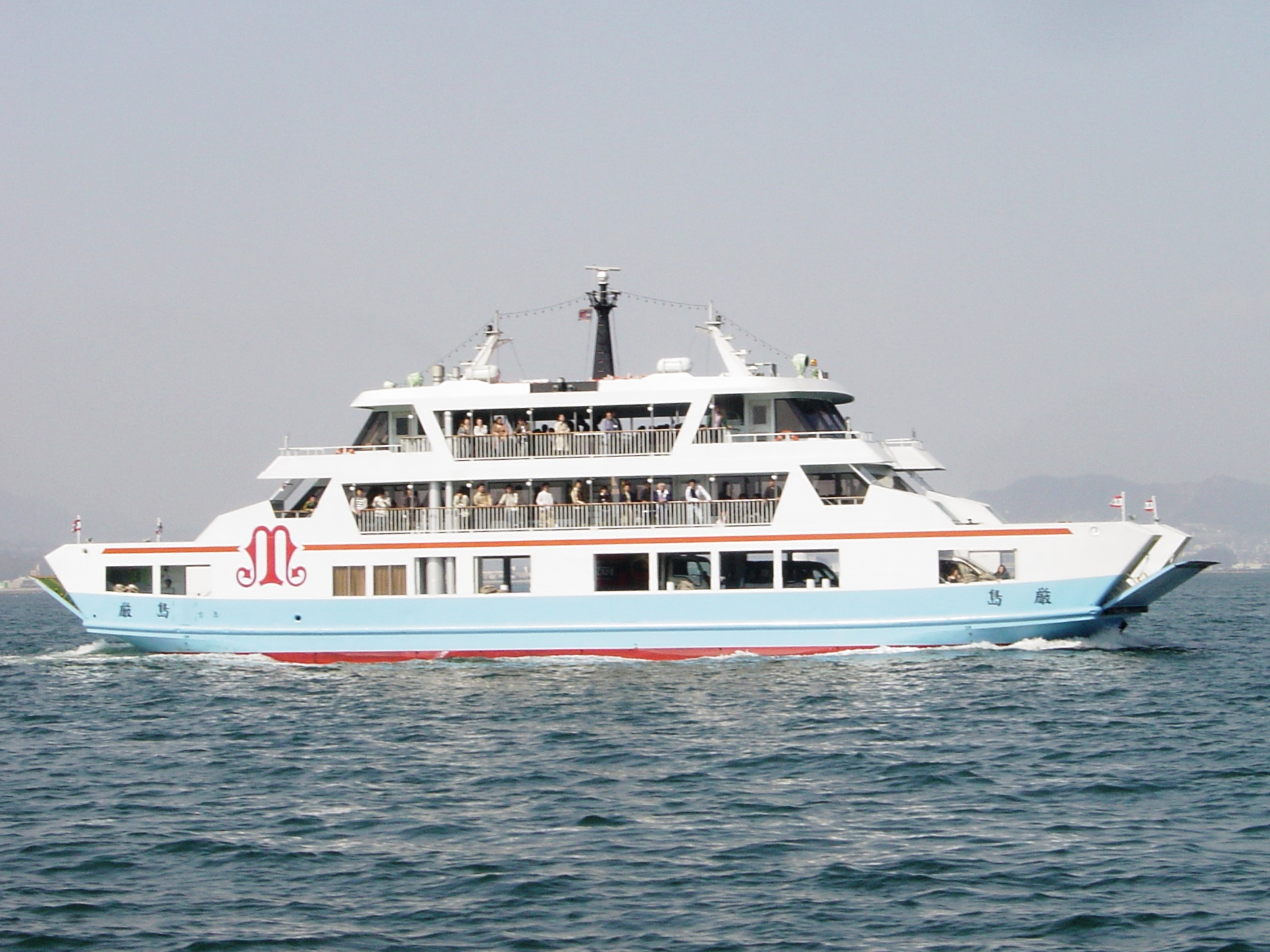
厳島

### 過去就航していた船舶
- 広島瓦斯電軌時代
  - 第1宮島丸
  - 第2宮島丸
  - 第3宮島丸
- 宮島松大汽船時代
  - 第2松大丸[7] - 木造客船、4.00 t、1954年8月進水。引退後、野母商船に売船。
  - 第3松大丸[8] - 木造客船、10.28 t、1954年9月進水。引退後、野母商船に売船。
  - 第7松大丸[9] - 木造客船、9.53 t、1955年4月進水。
  - 第8松大丸[10] - 木造客船、11.71 t、1954年12月進水。
  - 第11松大丸[10] - 木造客船、17.21 t、1957年7月進水。
  - 第12松大丸[10] - 木造客船、19.84 t、1957年12月進水。
  - 第13松大丸[11] - 木造客船、18.50 t、1958年6月進水。
  - 第15松大丸[10] - 木造客船、17.69 t、1958年11月進水。
  - 第17松大丸[11] - 木造客船、19.86 t、1959年6月進水。
  - 第18松大丸[10] - 木造客船、19.94 t、1959年10月進水。
  - 松大丸[11] - 木造客船、4.50 t、1960年7月進水。
  - 第20松大丸[11] - 木造客船、17.17 t、1961年10月進水。
  - 第21松大丸[11] - 木造客船、36.28t、1962年2月進水。
  - 第22松大丸[12] - 木造客船、33.35t、1962年6月進水。
  - 第23松大丸 - 木造フェリー。
  - 第25松大丸[13] - 木造客船、36.90 t、1964年7月進水。
  - 第26松大丸[13] - 木造客船、39.95 t、1965年6月進水。
  - 竜宮丸[13] - 木造客船、焼玉機関、40.18 t、1957年7月進水。
  - 乙姫丸[13] - 木造客船、49.37 t、1957年10月進水。
  - あき[13] - 木鋼混合客船、57.20 t、1960年3月進水。
  - 第101松大丸[13] - 39.97 t、1966年4月進水、フェリー。引退後、三光汽船に売船。
  - 第102松大丸[14] - 93.05 t、1967年8月就航、フェリー。
  - 第103松大丸[13] - 90.66 t、1969年5月進水、フェリー。
  - 第105松大丸[13] - 93.18 t、1963年11月進水、フェリー。
  - 厳島(初代) - 199.26 t、1973年12月就航[14]、フェリー。
  - 宮島(初代) - 197.54 t、1977年2月就航[14]、のちに「第三宮島」に改名、フェリー。弓削汽船に売却後改造され、2001年6月15日に「第三青丸」として就航。2011年航路廃止後、フィリピンに売却。
  - 第二いつくしま - 199.37 t[14]、1971年12月、因島フェリー「第八重井丸」として竣工。1976年3月に購入、フェリー。1995年、三光汽船に売却され｢第二いんのしま｣として竣工。その後、フィリピンに売却。
  - フェリー宮島 - 198.91 t、1980年6月就航、フェリー。2017年終航後、フィリピンに売却。後継は「安芸」。
  - 第二みやじま - 198.99 t、1982年6月就航、フェリー。2020年5月14日に機関故障を起こし漂流、その後修理されず呉市吉浦で解体。
  - ブルーシャトル - 19.00 t、1988年7月就航、航海速力23ノット、旅客定員94名、高速旅客船。2024年現在は瀬川汽船の「ドリームせがわ」として長崎県で運航。

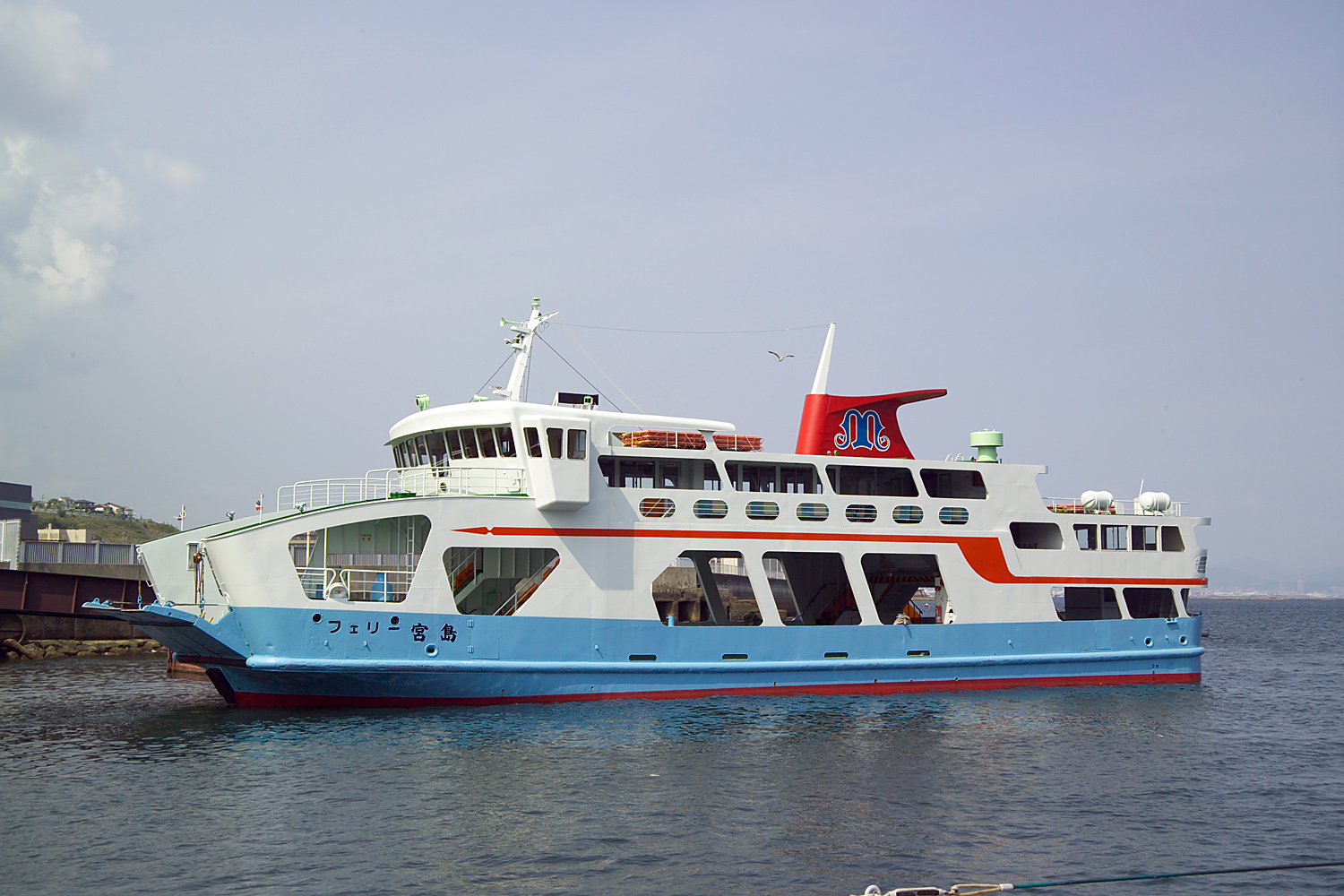
フェリー宮島
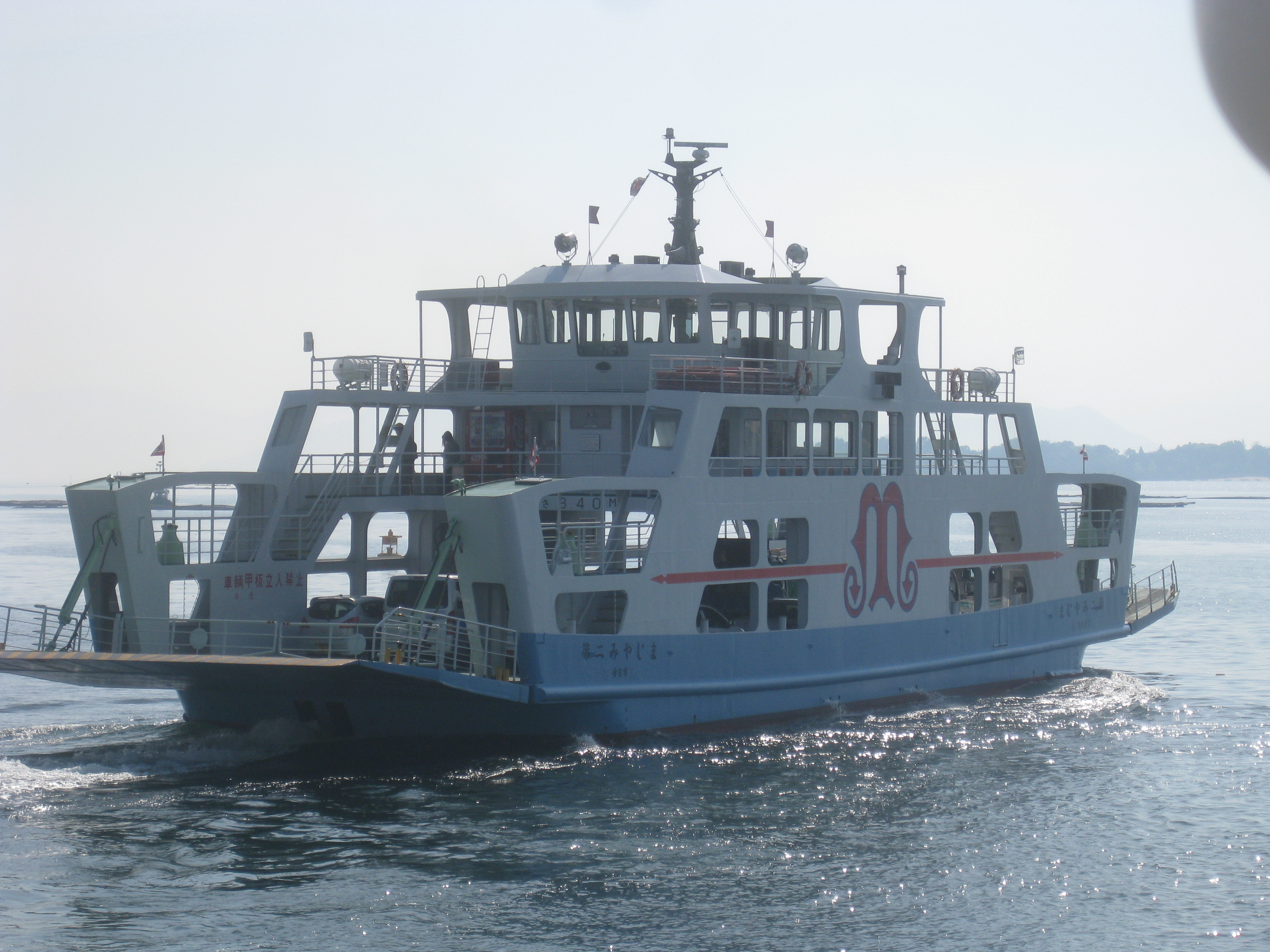
第二みやじま
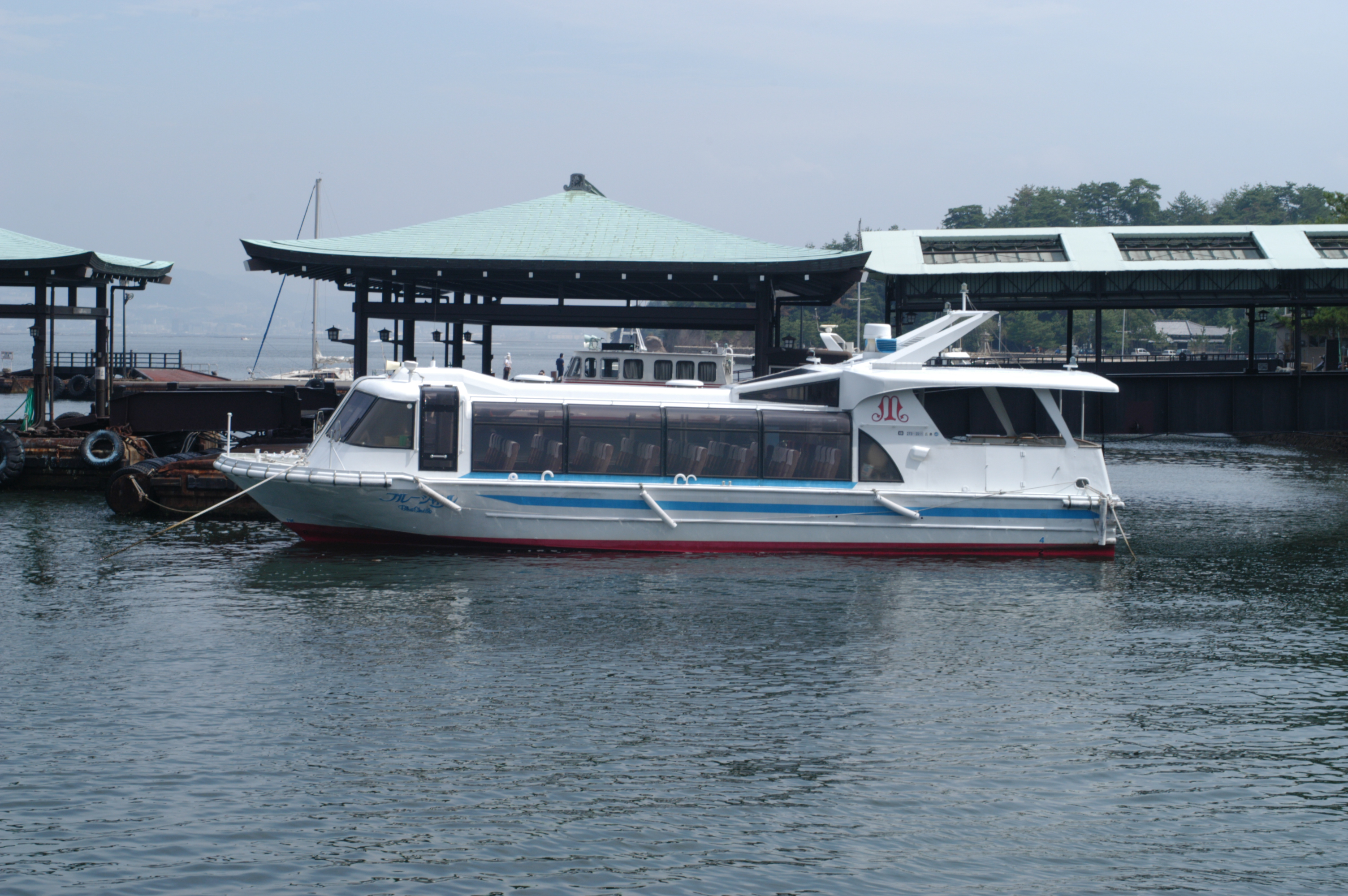
ブルーシャトル

## 運送実績
2009年（平成21年）の運送実績は1,596,058人（船舶別宮島来場者数、「廿日市市統計書 2010年版」より）で、宮島連絡船（JR西日本宮島フェリー）の1,765,251人に次ぐ実績になっている。宮島来場者総数が3,464,546人なので、約46%のシェアである。2001年からの実績は、年によっては宮島連絡船を上回る年もあり、約50%のシェアになる年もある。詳細は、宮島桟橋#利用状況を確認のこと。

## 参考書籍
- 平成22年度版東商信用録 中国版（東京商工リサーチ発行）1151ページ
- '97 広島電鉄 会社要覧（広島電鉄発行） 71,72,77ページ
- 広島電鉄開業80創立50年史（広島電鉄発行） 39,114,115ページ
- ふるさとの写真集（廿日市町教育委員会発行） 36ページ
- 廿日市市統計書 2006年版（廿日市市） 94ページ
- 廿日市市統計書 2010年版（廿日市市） 86ページ